# Akmačići
Akmačići es un pueblo ubicado en la municipalidad de Nova Varoš, en el distrito de Zlatibor, Serbia.

## Superficie
Posee una superficie de 9,064 kilómetros cuadrados.

## Demografía
Hasta 2011 la población era de 340 habitantes, con una densidad de población de 37,51 habitantes por kilómetro cuadrado.